# 천사적성
《천사적성》(天使的城)은 2015년 방송되었던 중국의 드라마이다.

## 소개
- 라이벌이었던 세 친구가 성인이 된 후 각자 다른 모습으로 재회하면서 벌어지는 이야기

## 등장 인물
- 마쑤 - 천솽 역
- 위안산산 - 관샤샤 역
- 응채아 - 자오쑤항 역
- 리천 - 리페이샹 역
- 위안훙 - 마이커원 역
- 전정 (田征) - 차오밍다 역
- 강효충 (姜晓冲) - 위샤오치 역
- 차오전위 - 양샤오친 역
- 조전 (趙傳) - 관산 역
- 조천 (赵倩) - 왕메이펑 역
- 아난 (阿楠) - 돤위 역
- 야노 코지 (矢野浩二) - 마이커바이 역